# AVROTROS
AVROTROS es una organización pública de radio y televisión de los Países Bajos, que forma parte de la radiodifusora pública Nederlandse Publieke Omroep (NPO) desde 2014. Está especializada en programación generalista y de entretenimiento.

## Historia
La organización AVROTROS fue creada mediante la fusión de dos radiodifusoras públicas neerlandesas: AVRO y TROS. La AVRO había sido fundada en 1927 como la primera radiodifusora nacional y, teniendo en cuenta la pilarización neerlandesa, siempre había estado vinculada al liberalismo. Por otro lado TROS existía desde 1964, estaba especializada en entretenimiento y era la primera organización sin vínculos religiosos ni políticos, así como la más vista dentro de Nederlandse Publieke Omroep.
En 2010 el gobierno neerlandés emprendió una reforma de la NPO para reducir el número de organizaciones, así como para abaratar costes de producción. AVRO y TROS fueron las dos primeras empresas que confirmaron su fusión a finales de 2012, convirtiéndose en la mayor organización pública de los Países Bajos. La nueva empresa estableció su sede en las instalaciones de la desaparecida Radio Nederland.
La marca AVROTROS comenzó a ser utilizada a partir del 1 de enero de 2014. En 2019 contaba con un total aproximado de 400 000 socios, lo que la convierte en la tercera organización pública por detrás de KRO-NCRV y BNNVARA.

## Programación
AVROTROS se encarga de producir programas para Nederlandse Publieke Omroep (NPO), repartiéndose la escaleta de programación con el resto de radiodifusoras. Está especializada en programación generalista y de entretenimiento. Desde 2014 representa a los Países Bajos en el Festival de la Canción de Eurovisión, y en 2021 organizó la LXVI edición de forma conjunta con NOS.